# Vletten
Vletten is een begrip uit de binnenvaart en het wil zeggen dat de aan boord van binnenschepen ingenomen lading daar tijdelijk alleen maar wordt opgeslagen. Men kent het ook als vletwerk en het komt zowel in de droge lading als in de tankvaart voor. 
In het verleden werden vooral sleepschepen voor dit werk gebruikt, maar met het verdwijnen van dit type schip zijn het nu vooral duwbakken geworden. Sinds het vervoer met lashbakken overzee is gestaakt, kunnen ook deze van dit vervoer overgenomen bakken op het binnenwater voor het vletwerk worden gebruikt. Het betaalt minder dan met de lading naar een bestemming varen. 
Degene die voor zijn beroep dit werk doet, wordt ook wel vletterman genoemd. 